# Philonotis caldensis
Philonotis caldensis är en bladmossart som beskrevs av Johan Ångström 1876. Philonotis caldensis ingår i släktet källmossor, och familjen Bartramiaceae. Inga underarter finns listade i Catalogue of Life.